# August von Jaksch
August Ignaz Heinrich Jaksch von Wartenhorst (2. ledna 1859 Nové Město pražské – 3. ledna 1932 Klagenfurt) byl rakouský archivář, bratr lékaře Rudolfa.

## Život
August von Jaksch se narodil jako nejmladší syn lékaře Antona von Jaksch. Nejprve studoval stejně jako otec v Praze medicínu, pak dal ale přednost historii, kterou absolvoval pod vedením Dr. Konstantina von Höfler v Praze a Dr. Theodora von Sickel na Institut für österreichische Geschichtsforschung ve Vídni. Roku 1882 přišel na doporučení posledně jmenovaného do Klagenfurtu a stal se zde pomocným a brzy oficiálním archivářem a členem výboru Kärntner Geschichtsverein (korutanského historického spolku), v roce 1903 pak prvním skutečným zemským archivářem v Korutanech. Jeho činnost přitom nezahrnovala pouze archivnictví, jemuž se věnoval též formou metodické spolupráce s různými místními i mimokorutanskými archivy, ale také muzejnictví, knihovnictví, památkovou péči a v neposlední řadě historiografii. Ve všech těchto oblastech vykonal mnoho práce. Jako historik se orientoval především na raný a vrcholný středověk. Jeho čtyřsvazková „Monumenta historica ducatus Carinthiae“, dovedená do roku 1269, představuje vůbec první edici pramenů ke starším korutanským dějinám. Významným dílem je i dvoudílná syntéza „Geschichte Kärntens bis 1335“ (Klagenfurt 1928–1929). Spolupracoval na historickém atlasu alpských zemí, řadu let redigoval kulturně-odbornou sekci časopisu „Carinthia“, podílel se na budování korutanského zemského muzea, byl korespondujícím členem rakouské akademie věd atd.
Za celoživotní odborný přínos se mu dostalo řady uznání a ocenění jako čestný doktorát filosofie na univerzitě ve Štýrském Hradci, čestný zlatý odznak Rakouské republiky, honorární členství historických spolků ve Štýrsku a Salcbursku, bavorské akademie věd a také korutanského historického spolku, který mu nechal k sedmdesátinám zhotovit bronzovou pamětní medaili.
Dr. August Jaksch zemřel 3. ledna 1932 v Klagenfurtu. Jeho památku zde připomíná čestný hrob na hřbitově v Annabichlu a název jedné z hlavních tříd města August-Jaksch-Straße. Jeho jméno nesou ulice i ve dvou dalších korutanských městech Ferlachu a Villachu.

### Dílo
- Monumenta historica ducatus Carinthiae[2]
- Geschichte Kärntens bis 1335[3]